# Pavlo-Mareanivka, Snihurivka
Pavlo-Mareanivka (în ucraineană Павло-Мар'янівка) este un sat în comuna Vasîlivka din raionul Snihurivka, regiunea Mîkolaiiv, Ucraina.

## Demografie
Componența lingvistică a localității Pavlo-Mareanivka
     Ucraineană (90,78%)
     Rusă (7,98%)
     Alte limbi (0,18%)
Conform recensământului din 2001, majoritatea populației localității Pavlo-Mareanivka era vorbitoare de ucraineană (90,78%), existând în minoritate și vorbitori de rusă (7,98%) și armeană (1,06%).